# 1932-es Giro d’Italia
Az 1932-es Giro d’Italia volt a 20. olasz kerékpáros körverseny. Május 14-én kezdődött és június 5-én ért véget. Végső győztes az olasz Antonio Pesenti lett.

## Végeredmény
|    | Versenyző         | Idő            |
| -- | ----------------- | -------------- |
| 1  | Antonio Pesenti   | 105 óra 42' 41 |
| 2  | Jef Demuysere     | + 11' 09       |
| 3  | Remo Bertoni      | + 12' 27       |
| 4  | Learco Guerra     | +16' 34        |
| 5  | Kurt Stöpel       | + 17' 21       |
| 6  | Michele Mara      | + 16' 34       |
| 7  | Alfredo Binda     | + 19' 27       |
| 8  | Luigi Barral      | + 25' 01       |
| 9  | Felice Gremo      | + 27' 24       |
| 10 | Renato Scorticati | + 37' 56       |